# Syntrichia virescens
A Syntrichia virescens gyakori, elsősorban fákon élő acrocarp (csúcstermő) lombosmohafaj.

## Megjelenése
A növény közepes méretű, 1,5–3 cm magas. Gyepje erőteljes vagy laza is lehet, mely szárazon szürkés, nedvesen élénk zöld lesz, innen is kapta latin nevét. A levelek szárazon csavarodottak, nedvesen visszahajlók. A levelek hosszúkás nyelv alakúak, közepe keskenyebb mint a levél vége és alapja (hegedű alak) a levélszél alig vagy nem begöngyölt. A levélér hátoldala csaknem sima, alig papillázott, a levél csúcsánál átlátszó, enyhén fogazott szőrszál alakjában fut ki. A levélcsúcs lekerekített. A levéllemez sejtjei hatszögletesek, papillásak, átlátszatlanok, a levél tövénél lévő sejtek a többi Syntrichia fajhoz hasonlóan víztiszták, átlátszóak és hosszúkásak, ennél a fajnál szintén hatszögletesek. A toknyél 1–2 cm hosszú, vöröses. A barna színű tok egyenes vagy gyengén hajlott, 0,5-1-szeresen csavarodottak a perisztómium fogak. A Syntrichia montana-hoz nagyon hasonlít ez a faj, de annak levélnek sejtjei kisebbek, levélszéle jobban begöngyölt és levélerének sztereid sejtjei több sorban (3-5) helyezkednek el (S. virenscens-nek csak 1-2 sejt vastag a sztereid réteg).

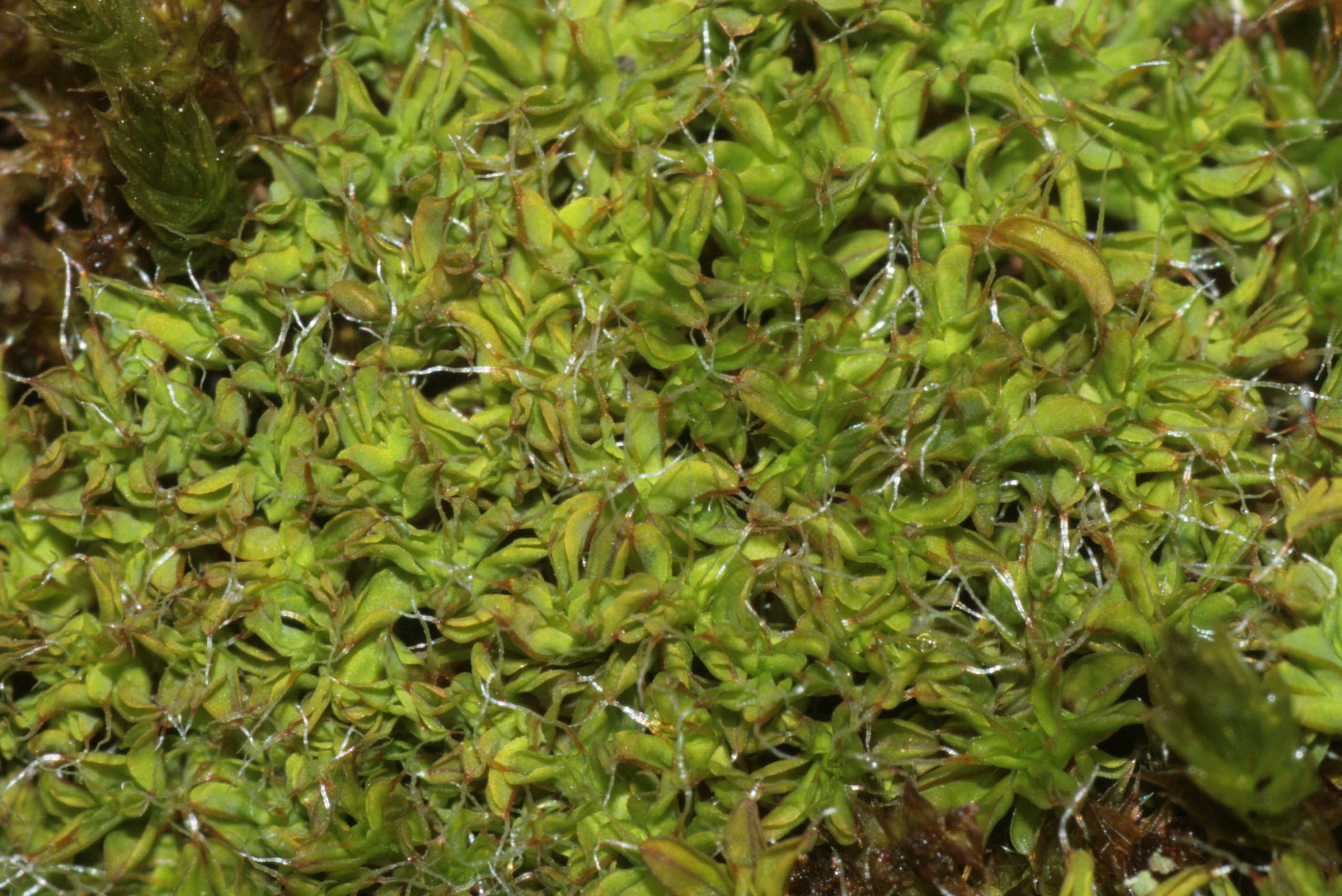
Habitus kép, a növények nedvesen élénk zöld színűek.
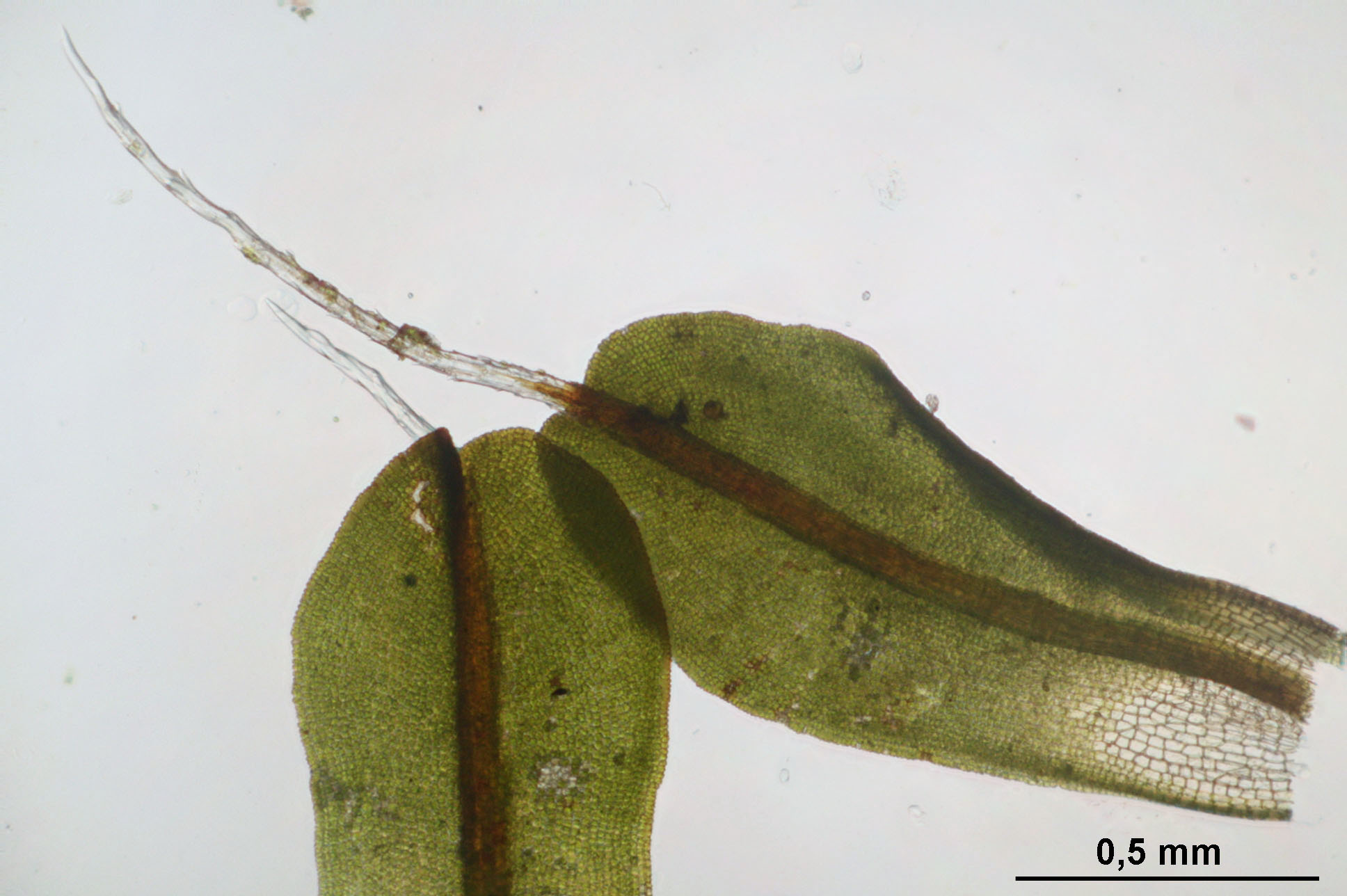
A levelek "hegedű" alakúak.
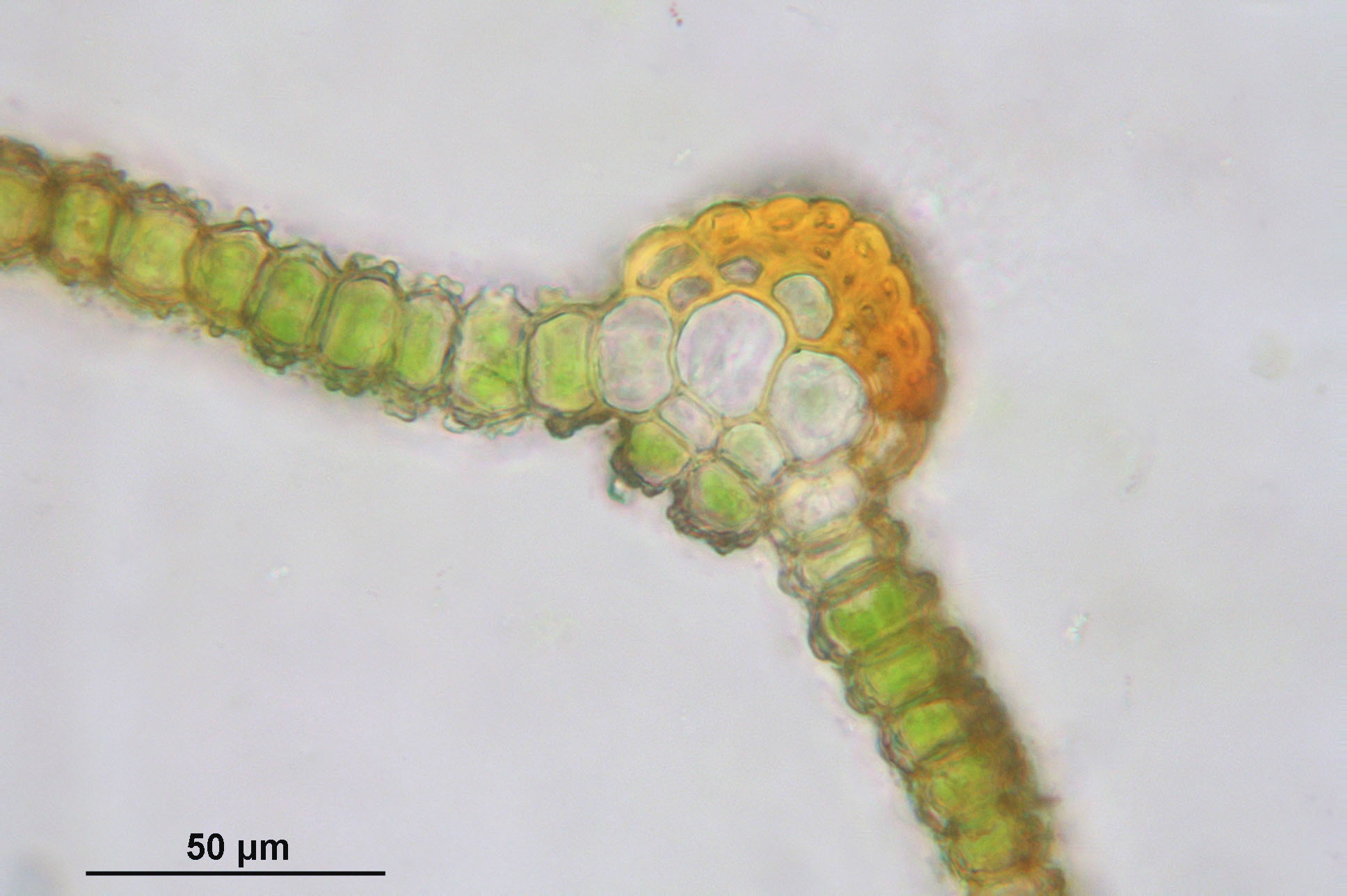
A levélér sztereid sejtjei csak néhány sorban helyezkednek el.

## Elterjedése
Magyarországon gyakori faj, az Alföldön, dombságokon és a középhegységekben is előfordul. Európai és világ viszonylatban is elterjedt: Spanyolországtól és Észak Szicíliától Skandinávia középső területéig, illetve keletre Törökországig és Kaukázus vidékéig. Megtalálható Észak Amerikában és a Kanári-szigeteken is.

## Termőhelye
Kéreglakó epifita faj, de ritkán sziklákon és betonon is megjelenhet.